# أبو جورة (حلب)
أبو جورة قرية سوريّة تتبع إداريّاً لمحافظة حلب منطقة جبل سمعان ناحية تل الضمان، بلغ تعداد سكانها 82 نسمة حسب التعداد السكاني لعام 2004.